# Boku no Pico
Boku no Pico (ぼくのぴこ Boku no Piko, bogst. Min Pico) er en japansk shotacon animeserie produceret af Natural High og udsendt direkte på dvd som OVA i 2006-2008. Serien består af tre afsnit udsendt på hver sin dvd foruden en one-shot manga, en halvofficiel doujinshi, et computerspil, en dvd med sange og en redigeret udgave af det første afsnit. Serien er uegnet for børn.
Producenten har beskrevet serien som den første shotacon anime. Shotacon, dvs. værker hvor mindreårige drenge har sex, er ellers tema for mange manga one-shots og antologier og forekommer også af og til i spil. I anime er de derimod en sjældenhed, selvom der i øvrigt findes talrige dvd'er med hentai, dvs. hvor voksne har sex. Tilbage i 2004 var der dog udsendt to OVA baseret på det væsentlige mere voldelige spil Enzai, hvor unge drenge har sex, men om det falder ind under shotacon kan diskuteres. Et tilsvarende grænsetilfælde findes i de tre OVA baseret på mangaserien Aki Sora. Klare tilfælde findes derimod i de to OVA baseret på mangaserien Shounen Maid Kuro-kun og i den enlige selvstændige OVA Otokonoko Oujosama. Navnlig sidstnævnte glimrer dog ved sit fravær af egentligt plot i modsætning til afsnittene i Boku no Pico, der netop har mindre historier, der fører frem til sexscenerne og knytter dem sammen.
På grund af de høje produktionsomkostninger, blev seriens figurer og indholdet intensivt produkttestet, før produktionen gik i gang.

## Figurer
- Pico (ぴこ, Piko) – En blond dreng med sommerferiejob i hans bedstefars bar. Han svømmer ofte, normalt nøgen eller i en blå speedo. Efter Tamotsu foreslår det, klæder han sig også af og til i pigetøj. Senere da Tamotsu ikke umiddelbart besvarer hans spørgsmål om hvad deres forhold er, gør han oprør ved at klippe det meste af sit hår af og løber væk, om end de dog senere bliver venner igen. Den næste sommer opdager han Chico svømme nøgen i en å, mens han selv er ude at cykle. Han bliver hurtigt venner med den anden dreng, som kalder ham "oniichan" (storebror), og de får snart et seksuelt forhold. I seksuelle forhold er han generelt den passive.

- Tamotsu (タモツ, Tamotsu), kaldet Mokkun (モッくん, Mokkun) af Pico – En ung mand der er stamkunde hos Picos bedstefar. Første gang han ser Pico, mistager han denne for at være en ung pige men fortsætter alligevel forholdet efter at lært Picos rigtige køn. Senere køber han en sæt pigetøj til Pico, komplet med undertøj, som han presser Pico til at tage på trods dennes indledende protester. Først ser han udelukkende Pico som et seksuelt objekt, men efterfølgende viser han sand omsorg for ham. Selvom han reetablerer forholdet til Pico, er han fraværende i den anden og tredje OVA.

- Ojiisan (おじいさん, Ojiisan, Bedstefar) – Picos bedstefar der driver en stor men sædvanligvis tom bar, kaldet Bebe, ved stranden. Mens Pico besøger ham om sommeren, har han ham til at hjælpe som tjener iklædt et pink forklæde. Han introducerer Tamotsu til sit barnebarn og foreslår, at de tilbringer tid sammen.

- Chico (ちこ, Chiko) – En brunhåret dreng der får et seksuelt forhold med Pico. Han er yngre og ikke så seksuelt erfaren som Pico. Han leger ofte udendørs nøgen og observerer hemmeligt sin søster onnanere. Søsteren bor han sammen med i et stort hus i et isoleret skovområde. Seksuelt er Chico for det meste den aktive trods sin alder, om end det i forholdet til Pico nogle gange også er omvendt.

- Chicos storesøster (お姉さん, Oneesan, Storesøster) – En høj pige med mørkeblåt hår, og som tager sig af Chico. Efter at drengene har set hende onnanere gennem et hul i loftet, er hun den indirekte årsag til deres seksuelle eksperimenter. Hun har en stor samling af fetish-tøj og sexlegetøj, som Pico og Chico bruger uden hendes tilladelse. Da hun på et tidspunkt kommer hjem fra købmanden og opdager dem i gang med sex, vælger hun ikke at gribe ind men onnanerer i stedet selv lige rundt om hjørnet i stuen.

- Coco (CoCo) – En feminin dreng som Pico og Chico møder i det tredje afsnit, og som bor i nogle rum i tilknytning til Tokyos metro. Coco har seksuelle forhold med både Pico og Chico. Det forårsager imidlertid gnidninger i deres forhold, og Chico beslutter derfor at forsvinde for at distancere sig fra Pico og Chico. De finder ham dog igen på toppen af Tokyo Tower.

## OVA'er
Der er blevet produceret fire enkeltstående afsnit udsendt på hver sin dvd som original video animations (OVA). Alle afsnit er instrueret af Katsuyoshi Yatabe og produceret af Natural High. Serien består dog i sin oprindelige form kun af tre afsnit, men det første afsnit blev efterfølgende genudgivet i redigeret form med et nyt manuskript. Den redigerede version er den eneste i serien, der anses for tilladelig for seere under 18 år.
| # | Titel                                                                                            | Sendt første gang |
| --- | ------------------------------------------------------------------------------------------------ | ----------------- |
| |                                                                                                  |                   |
| 1 | "My Pico"Boku no Piko (ぼくのぴこ)                                                               | 7. september 2006 |
| En feminin dreng ved navn Pico arbejder i sin bedstefars bar om sommeren i håb om at få venner. Her introducerer bedstefaren ham til en man ved navn Tamotsu, som til at begynde med tror, at Pico er en pige. De hygger sig og indleder snart et seksuelt forhold. Senere i Tamotsus hus spørger Pico Tamotsu om, hvad deres forhold er, men han svarer ikke umiddelbart. Pico klipper sit hår kort og løber væk. Tamotsu leder efter ham, og de genforenes atter i slutningen af afsnittet.                                                            |                                                                                                  |                   |
| 2 | "Pico and Chico"Piko to Chico (ぴことちこ)                                                       | 19. april 2007    |
| Pico opdager drengen Chico, der svømmer nøgen i en å, og de to bliver venner. Senere i Chicos hus tager Chico Pico med op på loftet, hvor de hemmeligt ser Chicos søster onnanere nedenunder. Pico viser bagefter Chico, at drenge også kan det, og de indleder et seksuelt forhold med hinanden. |                                                                                                  |                   |
| - | "Pico: My Little Summer Story"Pico: Boku no Chiisana Natsu Monogatari (pico〜ぼくの小さな夏物語) | 11. november 2007 |
| En redigeret udgave af den første OVA, med indhold bedret egnet for seere under 18 år. |                                                                                                  |                   |
| 3 | "Pico x Coco x Chico"Piko x Coco x Chiko (ぴこ×CoCo×ちこ)                                        | 9. oktober 2008   |
| Pico og Chico er i Tokyo, hvor de møder den vækløbne dreng Coco, der klæder sig i pigetøj, og som tager dem med til sit hjem i nogle rum i tilknytning til metroen. Pico bliver langsomt forelsket i Coco og begynder at spekulere over sine følelser for Chico. Situationen bliver dog noget mere akavet, da Pico fanger Coco og Chico i at have sex en nat. Coco vælger imidlertid at forsvinde, så Pico og Chico må søge efter ham i den store by. De genfinder ham på toppen af Tokyo Tower, hvor de atter bliver venner og alle tre har sex sammen. |                                                                                                  |                   |

## Andre udgivelser
En one-shot manga, Ame no Hi no Pico to Chico (雨の日のぴことちこ bogst. En dag med regn for Pico og Chico) skrevet af Aoi Madoka blev udsendt i maj 2007-udgaven af Hanaota.
En cd med musik fra den anden OVA blev udsendt 22. marts 2007 med titlen Pico to Chico no ijiri CD (ぴことちこの「いぢりCD」). En cd med musik fra den første OVA blev udsendt 26. september 2007 med titlen Boku no Pico ~ shota idol tanjou (ぼくのぴこ~ショタアイドル誕生!~ bogst. “Min Pico ~ et shota-idols fødsel”). 
6. april 2008 blev det bekræftet på producentens blog, at et computerspil med Pico og Chico var sat i produktion.  Spillet ville få sin egen nye introsang. ".  Producenten annoncerede at udgivelsesdatoen for spillet ville blive 29. januar 2010. 
En samling af sange, Boku no Piko PV Song Collection: Boku, Otoko no Ko dayo (ぼくのぴこ PV Song Collection: 〜ぼく、男の子だよ〜 bogst. Min Pico PV Sang Samling: Jeg er en dreng), blev udgivet på dvd I Japan 9. juli 2009. Spilletiden er 30 minutter, og indholdet består af over otte musikvideoer med figurerne fra de tidligere OVA’er. Der er også mulighed for sing-a-long og karaoke ved de enkelte sange. 